# Citroën FAF
Citroën FAF – mały samochód osobowy o otwartej konstrukcji nadwozia produkowany przez francuską firmę Citroën w latach 1973-1979, produkowany i sprzedawany w rozwijających się państwach oraz krajach Trzeciego Świata. Głównym rynkiem zbytu FAF była Afryka.
Podobnie jak Citroën Méhari, FAF wywodził się od modelu 2CV. Nadwozie zostało zaprojektowane w sposób mający maksymalnie uprościć produkcję.
Samochód był dostępny w następujących wersjach: sedan, kombi, furgonetka, pick-up, pojazd plażowy z pokryciem, oraz plażowy wóz 4x4.

## Dane techniczne

### Silnik
- B2 0,6 l (602 cm³), 2 zawory na cylinder, OHV
- Układ zasilania: gaźnik
- Średnica × skok tłoka: 74,00 mm x 70,00 mm
- Stopień sprężania: 8,50:1
- Moc maksymalna: 29 KM (21 kW) przy 5750 obr./min
- Maksymalny moment obrotowy: 39 N•m przy 3500 obr./min
- Producent: Citroën

### Osiągi
- Przyspieszenie 0-100 km/h: b/d
- Prędkość maksymalna: 117 km/h